# Менаџмент канала маркетинга
Менаџмент канала маркетинга може бити дефинисан као процес планирања, управљања и контролисања активности канала. Он може допринети побољшању конкурентске предности коришћењем маркетиншких стратегија базираних на дистрибуцији, и унапређењем односа између менаџмента канала маркетинга и менаџмента осталих елемената маркетинга.